# GeoRef
GeoRef est une base de données bibliographiques indexant la littérature scientifique dans le domaine des géosciences. Elle couvre les publications de 1669 à aujourd'hui pour la littérature Nord-Américaine, et de 1933 à aujourd'hui pour le reste du monde. GeoRef contient actuellement plus de 2,8 millions de références en faisant l'une des principales bases de données de littérature dans l'étude des sciences de la terre.
GeoRef est un projet porté par l'American Geosciences Institute (connu avant octobre 2011 sous le nom de American Geological Institute).

## Mise à jour de la base de données
Pour maintenir la base de données, les éditeur/indexeurs de GeoRef scannent régulièrement plus de 3 500 revues en 40 langues, ainsi que de nouveaux livres, cartes et rapports. Ils enregistrent les données bibliographiques de chaque document et lui assignent des termes descriptifs pour le décrire. Chaque mois, entre 6 000 et 9 000 nouvelles références sont ajoutées à la base de données. GeoRef contient actuellement plus de 2,8 millions de références et est considérée comme l'une des principales bases de données de littérature dans l'étude des sciences de la terre.

## Disciplines concernées
Les principaux domaines de la couverture par GeoRef comprennent:
- Géologie des surfaces (Areal geology)
- Géologie économique
- Ingénierie géologique
- Géologie de l'environnement
- Géologie extraterrestre
- Géochimie
- Géochronologie
- Géophysique
- L'hydrogéologie et l'hydrologie
- Géologie Marine et océanographie
- Géologie mathématique
- Minéralogie et Cristallographie
- Paléontologie
- Pétrologie
- Sismologie
- Stratigraphie
- Géologie structurale
- Géologie superficielle[1]

Les publications imprimées correspondantes à GeoRef sont :
- Bibliography and Index of North American Geology;
- Bibliography of Theses in Geology;
- Geophysical Abstracts, Bibliography and Index of Geology Exclusive of North America.